# Cliffortia verrucosa
Cliffortia verrucosa är en rosväxtart som beskrevs av August Henning Weimarck. Cliffortia verrucosa ingår i släktet Cliffortia och familjen rosväxter. Inga underarter finns listade i Catalogue of Life.